# Sympodomma incertum
Sympodomma incertum is een zeekommasoort uit de familie van de Bodotriidae. De wetenschappelijke naam van de soort is voor het eerst geldig gepubliceerd in 1949 door Hale.